# Falloria leucostriata
Falloria leucostriata är en mångfotingart som först beskrevs av Shelley 1981.  Falloria leucostriata ingår i släktet Falloria och familjen Xystodesmidae. Inga underarter finns listade i Catalogue of Life.